# 武田信吉
武田信吉（日语：／ Takeda Nobuyoshi，1583年—1603年）出生於濱松城，德川家康第五子，母親是側室下山殿（於都摩之方）。幼名萬千代，正室天祥院（木下氏）。
天正10年（1582年），天目山之戰，甲斐武田氏滅亡。末代當主勝賴的姐夫，信玄的女婿穴山信君（梅雪）和見性院（信玄次女）夫妻之子勝千代成為繼承武田氏的繼承人。不過勝千代後來夭折了。憐惜武田家斷絕的家康，因為下山殿是武田舊家臣秋山虎康(秋山信藤長子)的女兒，且又是穴山信君的養女，便決定讓下山殿的孩子繼承武田家，那時萬千代被稱為武田萬千代。後來萬千代元服，改名信吉。　
天正18年（1590年），信吉領下總國三萬石，翌年增加為五萬石，成為佐倉城城主。慶長3年（1600年）的關原之戰時擔任江戶城留守任務。慶長7年（1602年）時，轉封常陸國水戶，領二十五萬石。
不過，由於信吉十分虛弱的緣故，經常閉居。慶長8年（1603年）9月11日，信吉在沒有子嗣的情況下，以二十一歲的年齡病故。墓在水戶常福寺，法名是淨鑑院。由於後嗣斷絕，家康安排十男賴將入主水戶。1609年賴宣移封到駿府藩。由家康十一男賴房（當時未元服仍為鶴千代丸）成為藩主
而信吉的正室天祥院的父親木下勝俊，則是豐臣秀吉的正室北政所的兄長，木下家定的兒子。